# 한성호 침몰 사고

## 사고 경위
한성호는 목선이며, 1960년 7월에 건조되었다. 정원은 95명이다.
한성호는 1973년 1월 22일 내려진 폭풍주의보가 해제되기 1시간 전인 1월 25일 9시 승객 135명과 구정 화물 6톤을 싣고 목포항을 출발하였다. 중간기항지에서 27명을 내려 주고 가치도로 향하던 한성호는 14시 30분경에 전라남도 진도군 지산면 앞바다에서 파도에 밀려 기울면서 침몰하였다. 사고 지점은 조류가 센 곳으로, 육지와는 20 ~ 30m 떨어져 있었다. 파고는 2 ~ 3m 정도였다.

## 구조 및 수색
구조에 5척의 경비정과 헬리콥터를 동원하였고, 1월 27일 오전까지 48명의 생존자를 구조하고 19구의 시신을 인양하였다. 42명이 실종되었고, 희생자는 모두 61명으로 파악되었다. 주민들은 72명의 실종자를 신고하였다.
2월 1일, 사고대책본부는 사고 지점으로부터 8km까지 16차례 수중 왕복 수색을 한 후 선체가 산산조각이 난 것으로 판단, 수색작업을 포기한다고 발표하였다.

## 사후 처리
한국해운조합에서는 선체 공제금 210만원과 사망자 1구당 50만원씩을 지급하기로 결정하였다.

## 원인 분석 및 논란
한성호는 승객과 화물을 초과해서 실었음이 지적되었다. 구명대는 제공되지 않았고, 파도가 심하여 선실 문을 밖에서 잠가 희생자가 많았다고 보도되었다.